# Arlenilson Cunha
Arlenilson Barbosa Cunha (Rio Branco, 25 de março de 1985), é deputado estadual eleito pelo estado do Acre, é filiado ao Partido Liberal (PL).

## Biografia
Se candidatou pela primeira vez em 2018, aonde ficou como suplente de Deputado Federal pelo PDT.

Foi Eleito nas Eleições de 2022